# Dizzy (Olly Alexander-dal)
A Dizzy (magyarul: Szédült) a brit Olly Alexander dala, mellyel az Egyesült Királyságot képviselte a 2024-es Eurovíziós Dalfesztiválon Malmőben. A dal belső kiválasztás során nyerte el a dalversenyen való indulás jogát. A Years & Years feloszlását követően ez Alexander első saját nevén kiadott kislemeze.

## Eurovíziós Dalfesztivál
2023. december 16-án a BBC bejelentette, hogy az énekes képviseli az országot az Eurovíziós Dalfesztiválon. A dalt a videoklippel együtt 2024. március 1-jén mutatták be a Graham Meets Olly című műsorban a BBC One-on.
A dalfesztivál előtt Madridban, Londonban és Amszterdamban és Stockholmban eurovíziós rendezvényeken népszerűsítette versenydalát.
Mivel az Egyesült Királyság tagja az automatikusan döntős „Öt Nagy” országának, ezért a dal az Eurovíziós Dalfesztiválon először a május 11-én megrendezett döntőben versenyzett, de előtte az első elődöntőben is előadták, az Írországot képviselő Bambie Thug Doomsday Blue című dala után és az Ukrajnát képviselő Alyona Alyona és Jerry Heil Teresa & Maria című dala előtt. A döntőben fellépési sorrendben tizenharmadikként lépett fel, a Görögországot képviselő Marina Satti Zari című dala után és a Norvégiát képviselő Gåte Ulveham című dala előtt. A zsűri szavazáson a tizenharmadik helyen végzett 46 ponttal, míg a nézői szavazáson a huszonötödik, utolsó helyen végzett 0 ponttal, így összesítésben 46 ponttal a verseny tizennyolcadik helyezettje lett.
A következő brit induló a Remember Monday What the Hell Just Happened? című dala volt a 2025-ös Eurovíziós Dalfesztiválon.

## Háttér
Alexander úgy írta le a dalt, hogy "elektronikus" és "valami, amire tudsz táncolni".